# Orchestre symphonique des jeunes de Montréal

Logo

L'Orchestre symphonique des jeunes de Montréal (OSJM) est un orchestre de jeunes situé à Montréal, Québec, Canadaqui accueille des musiciens âgés entre 14 et 25 ans.
L'orchestre a été créé en 1976. Le directeur artistique Louis Lavigueur C.Q. a rejoint l'orchestre en 1986.
L'OSJM est membre de l'Association des orchestres de jeunes du Québec et d'Orchestres Canada.
Il est devenu au fil du temps un acteur majeur du web éducatif et culturel montréalais.

## Historique
Fondé en 1976 par Mme Sandra Wilson CM, L.Mus., l’Orchestre a contribué à la formation musicale de près de 2 500 musiciens. D’ailleurs, un bon nombre d'anciens musiciens font maintenant partie d'orchestres québécois dont l’Orchestre Symphonique de Montréal, l’Orchestre Métropolitain, les Violons du Roy, ou d’autres orchestres ailleurs au Canada, aux États-Unis ou en Europe, ou font carrière comme solistes ou chambristes. 
L’Orchestre a donné plus de 400 concerts, créé une dizaine d’œuvres de compositeurs québécois, a enregistré plus de 50 albums. Sur la scène internationale,  l’OSJM a mené des tournées d’envergure à travers le Canada, l’Europe, l’Asie et les États-Unis et a participé à une vingtaine de festivals tant québécois qu’européens. À l’été 2023, 47 musiciens de l’OSJM se sont envolés vers la France pour participer au Festival des Eurochestries en France. 

### Direction musicale
L’OSJM a été dirigé par trois directeurs musicaux : Jacques Clément, Mario Duschesnes et Louis Lavigueur. 

## Voir également
- Liste d'orchestres de jeunes